# Drogo de Mantes
Drogo de Mantes (n. 996–d. 1035) a fost conte de Valois și de Vexin din 1027 până la moarte. Reședința sa era la Mantes.
Drogo s-a căsătorit cu Goda de Anglia, fiica regelui Ethelred al Angliei și a reginei Emma de Normandia și soră a regelui Eduard Confesorul. Fiul lor a fost Ralph cel Timid, earl de Hereford.